# 강좌파
강좌파(일본어: 講座派 코자하[*])는 일본 자본주의 논쟁에서 노농파와 맞섰던 마르크스주의자 일파다. 이와나미 서점에서 1930년대 초에 출간한 『일본 자본주의발달사 강좌』 집필세력이 중심이 되었기에 이렇게 불린다.
메이지 정부하의 일본 정체는 절대주의이며, 당시의 사회경제체제의 실태는 반(半)봉건적 지주제도라고 파악, 천황제를 타도하는 부르주아 민주주의 혁명이 사회주의 혁명으로 강행적으로 전환된다는 2단계 혁명론을 주창했다. 이는 코민테른의 32년 테제를 옹호하는 것이며, 당시 일본공산당의 기초 이론이 되었다. 
강좌파는 1936년 콤아카데미 사건으로 일제검거되면서 괴멸되었고, 일본 자본주의 논쟁도 끊어졌다. 그들의 역사관은 농지위원회와 중앙농지위원, 토지개혁기록위원장을 맡은 야마다 모리타로 등을 통해 전후 농지개혁에 영향을 준 것으로 알려져 있다. 그러나 당시 농림대신 마츠무라 겐조는 농지개혁을 반공정책으로 예정하고 있었기 때문에, 야마다는 농지개혁에 의한 영세분산착포를 “영세지편적 사적소유”로 부정하면서 집단화에 의한 대농주의를 호소하였다.
마루야마 마사오, 오쓰카 히사오, 오오코치 카즈오, 카와시마 타케요시 등이 강좌파 이론의 영향을 받았다.

## 주요 인물
- 노로 에이타로
- 야마다 모리타로
- 히라노 요시타로
- 핫토리 시소
- 하니 고로
- 오오츠카 킨노스케